# Конвой PQ-18

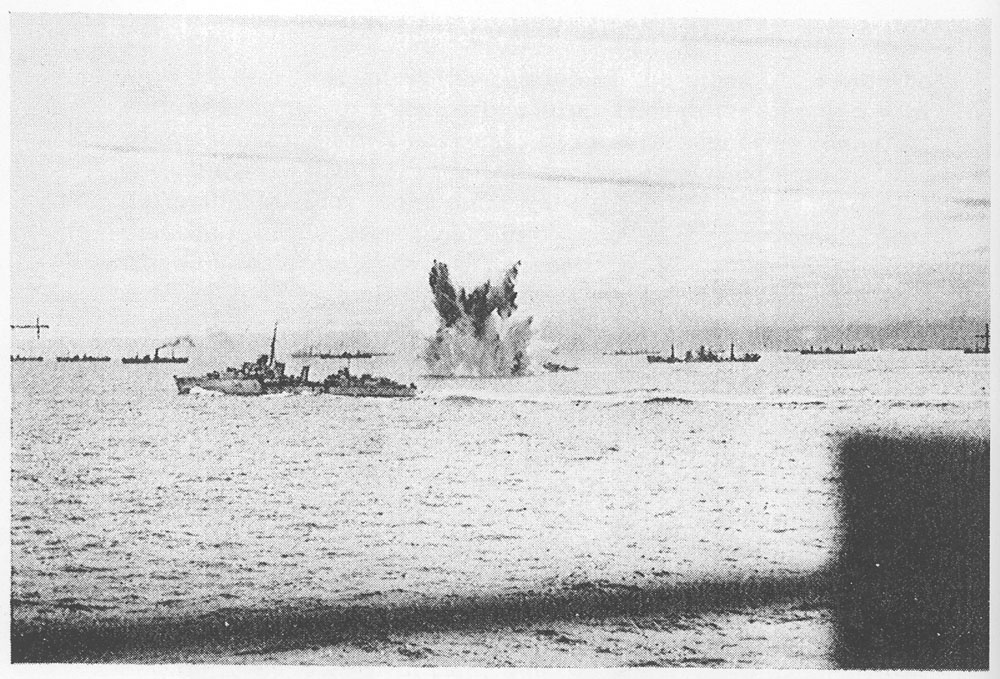
Атака немецкими самолётами эсминца HMS Eskimo (F75) в составе конвоя

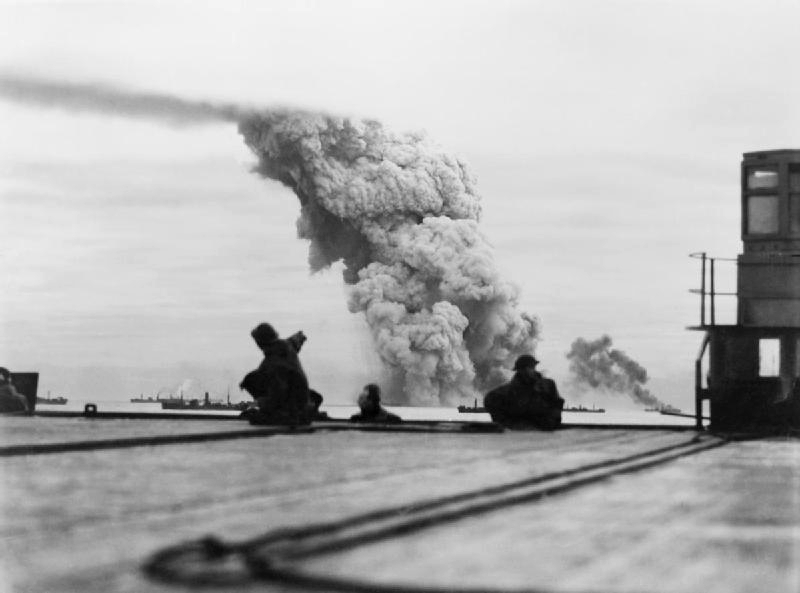

PQ-18 — арктический конвой времён Второй мировой войны.
PQ-18 был отправлен в СССР 2 сентября 1942 года со стратегическими грузами и военной техникой из США, Канады и Великобритании. В его состав входило 39 грузовых судов, одно спасательное судно, один танкер, три минных тральщика и три танкера ВМФ. Прикрытие конвоя осуществлялось несколькими группами кораблей союзников, первый конвой в сопровождении авианосца.
Во время прохождения конвоя PQ-18 согласно немецким документам суммарные потери составили 44 самолета, в том числе 38 торпедоносцев. Успешно боролись с немецкими подводными лодками английские эскадренные миноносцы, и самолёты с авианосца. Из двенадцати немецких подводных лодок, атаковавших конвой, четыре были потоплены.
19 сентября суда каравана бросили якоря у острова Мудьюг. Всего из этого конвоя противнику удалось потопить 13 транспортов. Остальные 27 транспортов благополучно доставили в Архангельск 150 тыс. тонн грузов.
Конвой PQ-18 стал последним под литером PQ.

## Силы сторон

### Флот
Со 2 по 8 сентября на начальном участке пути от Великобритании до Исландии конвой прикрывала группа в составе семи эсминцев, корабля ПЛО и четырех тральщиков.
С 7 сентября на основном участке пути ближнее прикрытие конвоя обеспечивалось эскортом непосредственного сопровождения во главе с коммандером Расселом на эсминце «Малкольм». Эскорт также включал эсминцы «Achates» и «Amazon», два корабля ПВО, четыре корвета типа «Флауэр», четыре корабля ПЛО и три тральщика.
С 9 по 17 сентября конвой прикрывали авианосная группа (эскортный авианосец «Эвенджер» и два эсминца сопровождения), и группа контр-адмирала Роберта Барнетта в составе легкого крейсера «Scylla» и 16 эсминцев.
17 сентября на конечном этапе пути к охранению присоединились четыре советских эсминца и четыре британских тральщика вышедшие из Мурманска.
Дальнее прикрытие осуществлялось с 11 по 14 сентября линейными силами под командованием адмирала Фрэзера (в её состав входили линкоры «Ансон» и «Дюк оф Йорк», лёгкий крейсер «Ямайка» и шесть эсминцев), а с 14 по 22 сентября силами крейсерского прикрытия (крейсера «Норфолк», «Лондон» и «Саффолк» с двумя эсминцами) под командованием адмирала Бонэма-Картера.
Одновременно с PQ-18 ВМС послал крейсерскую группу (тяжелый крейсер «Камберленд», легкий крейсер «Шеффилд», пять эсминцев и два танкера) на Шпицберген с подкреплением для находящегося там гарнизона. Она также могла быть использована и для прикрытия конвоя. Для защиты от вылазок немецкого надводного флота находящегося в базах в оккупированной Норвегии были направлены в подводное патрулирование вблизи основных норвежских портов девять подводных лодок.
Для противодействия этой армаде Кригсмарине выставил патрульную группу из 12 подводных лодок в Норвежском море и надводные силы, включающие тяжелые крейсера «Шеер» и «Хиппер», легкий крейсер «Кёльн» и четыре эсминца. После операции «Ход конём» летом 1942 года линкор «Тирпиц», тяжелый крейсер «Лютцов», а также три эсминца были поставлены в док на ремонт и не могли быть привлечены к действиям против конвоя.

### Авиация
Этот конвой был примечателен тем, что это был первый северный конвой в СССР в составе непосредственного прикрытия которого имелся авианосец. HMS «Эвенджер» имел на борту 10 истребителей Харрикейн и три торпедоносца Суордфиш.
На военно-воздушные базы на территории СССР был отправлен объединенный англо-австралийский авиаотряд, состоящий из 32 торпедоносцев Хемпден, 9 патрульных Каталин и трех фоторазведчиков Спитфайр чтобы парировать нападение на конвой со стороны немецкого линкора Тирпиц, если таковая последует. Девять Хэмпденов были потеряны в пути, в том числе один совершивший аварийную посадку в оккупированной немцами Норвегии; как результат планы операции попали в руки немцев. Авиаотряд перегруппировался на авиабазе Ваенга (переименована в 1951 году в Североморск), в 40 км к северу от Мурманска.
Люфтваффе для разгрома конвоя привлекло 42 торпедоносца Юнкерс Ju 88 из KG26 и 35 пикирующих бомбардировщика Юнкерс Ju 88 из KG30. Тактика состояла из одновременного нападения торпедоносцев и пикировщиков. Торпедоносцы выходили на цель на высоте около 30 метров для уклонения от радаров противника, развернувшись строем фронта, после чего сбрасывали торпеды с дистанции около 1000 метров. Таким образом более 80 торпед параллельно шли на цель. Эта картина сравнивалась с зубьями гребня (расчески), которая и дала название данной тактике «Золотой гребень». Одновременно конвой атаковался пикирующими бомбардировщиками чтобы разделить огонь ПВО между ними и торпедоносцами.

### Поход конвоя
В составе конвоя был и один советский транспорт «Сталинград» с грузом боеприпасов и военной техники на борту, потопленный 13 сентября 1942 года торпедой немецкой подводной лодки U-408. Из 87 человек на борту погибли 14 членов экипажа и 2 пропали без вести, 5 пассажиров, спасены 66 человек (включая 14 членов экипажа).